# Natal'ja Arinbasarova
Natal'ja Utevlevna Arinbasarova (in russo Наталья Утевлевна Аринбасарова?; Mosca, 24 settembre 1946) è un'attrice russa.

## Biografia
Ha recitato in numerosi film tra cui Džamilja (1969), Un giorno tranquillo alla fine della guerra (1970), Transsibirskij ėkspress (1977),  Amulanga (1987) e Returning to the 'A' (2011).
Per il film Il primo maestro ha vinto la Coppa Volpi per la migliore interpretazione femminile alla 27ª Mostra internazionale d'arte cinematografica di Venezia.
Nel 1970 è stata nominata Artista emerita della Repubblica Socialista Federativa Sovietica Russa.
È stata sposata col regista Andrej Končalovskij dal 1966 al 1969 da cui ha avuto un figlio.